# 光吉俊二
光吉 俊二（みつよし しゅんじ、1965年 - ）は、日本の計算機科学者であり武道家、彫刻家。東京大学大学院工学系研究科特任准教授

## 来歴・人物
北海道出身。
1998年、多摩美術大学美術学部彫刻科卒業。学士（芸術）の学位を取得。徳島大学大学院工学研究科博士後期課程修了、博士（工学）の学位を取得。元スタンフォード大学バイオロボティクス研究所Visting Scientist（客員科学者）、元慶應義塾大学上席研究員。元株式会社AGI代表取締役、元PST株式会社代表取締役。極真空手道連盟極真館七段。
2006年、「音声感情認識及び情動の脳生理信号分析システムに関する研究 (Research on the phonetic recognition of feelings and a system for emotional physiological brain signal analysis)」 にて学位を得る。2009年、東京大学大学院工学系研究科、非常勤講師に就任。2014年、東京大学大学院医学系研究科に設置された音声病態分析学社会連携講座の特任講師に就任、2017年より東京大学大学院工学系研究科に設置された道徳感情数理工学社会連携講座の特任准教授に就任。

## 研究
工学における専門は、ST（Sensibility Technology）感性制御技術・音声感情認識技術。特に、1999年に韻律からの音声感情認識を「情動計測の基本原理として自律神経（迷走神経を構成する交感神経・副交感神経）と音声発声の人体構造の関係」から確立し、科学として未到達であった感情の定量計測において、ベンチャー企業として商品化までを携帯向けサービスとして行った。これらの感性制御技術において工学技術としての感性と感情の研究の重要性を説き、自ら工学的な論理思考と表現力を習得するため徳島大学の博士課程へ進学し、国際特許出願もしている。感情研究では、独自の調査による4500語に及ぶ日本語での心的表現言語と英語での心的表現言語225語を割り振り、225の感情辞書を作成した。それから、感情と生理指標との関係を探り、脳や身体にある物資と感情や身体反応の比較マトリックスを作り、そのマトリックスから感情地図を作成した。この成果をMITスローンスクールの終身名誉教授のエドガー・シャインに評価され、光吉はスタンフォード大学工学部の客員科学者となる。
医学部では「心と感情」の共振・共鳴といった心理的事象を情動のホメオスタシスとして解釈するために、「非線形状態の生理情報を線形に量連鎖で記述する演算子」として光吉演算子を使い、脳と情動とホルモン・生体物質に基づいて工学的に解明をする研究・啓蒙が活動の中心となり、WHOでの評価も高い。主に東京大学などの医学系研究科科や工学系研究科において研究している。主要な研究成果である音声感情認識は、株式会社AGIの感性制御技術である「ST」の基盤となっているとともに、NICT・NEC・トヨタ・日産・ホンダ・NTT・KDDIなどとの共同研究や採用、ビジネス展開が実施されている。また、NECが開発した「言花」、セガが発売したニンテンドーDS『ココロスキャン』のキーテクノロジーとしても利用されている。
なお、芸術（主に彫刻）の分野では、彫刻素材からの研究開発をすることにより、ポリマーコンクリートを用いた作品の発表を行うことで、重力に逆らった構造を持つ彫刻表現を確立した。代表作は、桜田門の法務省赤レンガ庁舎の外装・屋根飾り窓、正門デザイン制作とJR九州の羽犬塚駅前彫刻、独立行政法人・NICT関西先端研究センターモニュメント、JR大宮駅東口通りモニュメントなどである。
2006年からの研究テーマは、脳生理反応と感情の関係を把握した感情地図の作成である。感情認識ヒューマノイドロボットPepperに人工自我プログラムがなされている。